# Ende Neu
Ende Neu – album studyjny niemieckiej awangardowo-eksperymentalnej grupy Einstürzende Neubauten, wydany w 1996 roku.

## Utwory
1. Was ist ist	- 3:29
2. Stella Maris	- 5:18
3. Die Explosion im Festspielhaus	- 4:30
4. Installation No. 1	- 4:29
5. NNNAAAMMM	- 10:29
6. Ende Neu	- 4:57
7. The Garden	- 2:46
8. Der Schacht von Babel	- 2:46

Wersja amerykańska, wydana przez Nothing, zawiera dodatkowy utwór:
- Bili Rubin - 2:59

## Skład
- Blixa Bargeld
- N.U. Unruh
- F.M. Einheit
- Alexander Hacke